# The First Purge
The First Purge és una pel·lícula de terror d'acció distòpica estatunidenca del 2018 dirigida per Gerard McMurray i protagonitzada per Y'lan Noel, Lex Scott Davis, Joivan Wade i Steve Harris. Escrita i coproduïda per James DeMonaco, és la primera pel·lícula de la sèrie The Purge que no serà dirigida per ell mateix. S'ha subtitulat al català.
És la quarta entrega de la franquícia The Purge. La pel·lícula és una preqüela que representa els orígens de la "purga" anual, un període de 12 hores un cop l'any en què tots els crims als Estats Units, inclosos l'assassinat, la violació i l'incendi provocat, són legals; s'origina com un experiment confinat a Staten Island amb la promesa que els que es quedin a l'illa durant la seva durada rebran una gran quantitat de diners, però un nou partit polític, els New Founding Fathers, està decidit a obtenir els resultats que volen per qualsevol mitjà necessari.
The First Purge es va estrenar el 4 de juliol de 2018 amb la distribució d'Universal Pictures. Ha recaptat més de 137 milions de dòlars a tot el món, i es va convertir en l'entrada més taquillera de la franquícia, però va rebre crítiques en diversos sentits, com ja va passar amb les seves predecessores. La cinquena entrega, The Forever Purge, es va estrenar el 2 de juliol de 2021.

## Repartiment
- Y'lan Noel com a Dmitri Cimber[3]
- Lex Scott Davis[3] com a Nya Charms
- Joivan Wade[5] com a Isaiah Charms
- Mugga com a Dolores
- Patch Darragh com a Arlo Sabian
- Marisa Tomei com a Dr. May Updale[6]
- Lauren Vélez[5] com a Luisa
- Kristen Solis com a Selina
- Rotimi Paul com a Skeletor
- Mo McRae com a 7 & 7
- Jermel Howard com a Lorenzo
- Siya com a Blaise
- Christian Robinson com a Capital A